# The Michael Richards Show
The Michael Richards Show est une sitcom américaine en huit épisodes de 22 minutes créée par Spike Feresten, Gregg Kavet, Michael Richards et Andy Robin, diffusée entre le 24 octobre et le 19 décembre 2000 sur le réseau NBC. Le pilote n'a pas été diffusé.
En France, la série a été diffusée à partir du 2 février 2001 sur Comédie+.

## Distribution
Acteurs principaux
- Michael Richards (VF : Jean-François Kopf) : Vic Nardozza
- William Devane (VF : Claude d'Yd) : Brady McKay
- Bill Cobbs (VF : Georges Lycan) : Jack
- Tim Meadows (VF : Guillaume Lebon) : Kevin Blakeley
- Amy Farrington (VF : Dominique Lelong) : Stacey Devers

Acteurs récurrents
- Claudia Rose : la serveuse du Poquito Mas
- Fitz Houston (en) : un officier de police

Acteurs invités
- Ed Begley Jr.
- Gregory Itzin : Matty Stillman
- Nan Martin : Tante Flossie
- Dakin Matthews : Steve
- Tamlyn Tomita : Ming
- Bill Erwin : M. Flaherty
- Brad William Henke : Tommy
- Brenda Strong : Beth
- Michael D. Roberts : Bert
- Lucille Soong : une femme
- Paul Willson : le facteur
- Tony Longo : Jeff
- Eddie Allen : le polygrapheur
- Kristin Richardson : Lorrel Canyons
- Bradley James : un policier
- Diane Delano : une garde du corps
- Jeff Garlin : Ed
- Sean Gunn : Dennis
- Bill Chott : P.D. Quick Driver
- Ken Lerner : Mulligan
- Logan O'Brien : l'enfant au trampoline

 Source et légende : version française (VF) sur RS Doublage

## Production

### Fiche technique
- Titre : The Michael Richards Show
- Création : Spike Feresten, Gregg Kavet, Michael Richards et Andy Robin
- Réalisation : Asaad Kelada, Shelley Jensen, Sam Simon, Andrew Tsao, John Fortenberry et Bryan Gordon
- Scénario : Spike Feresten, Gregg Kavet, Michael Richards, Andy Robin, Chuck Sklar, Ron Corcillo, Dan Greaney, Brian Kelley, A. J. Poulin, Ron Zimmerman, Mark Driscoll et Jed Elinoff
- Photographie : Richard Brown et Lowell Peterson
- Montage : Danny White
- Musique : Christopher Tyng
- Casting : Brian Myers
- Production : 
  - Production exécutive : Spike Feresten, Dan Greaney, Gregg Kavet, Michael Richards, Andy Robin, Ron Zimmerman et Joe Furey
  - Production associée : Vicki Sirotta et Jodie Xua
  - Production superviseuse : Brian Kelley et Suzy Mamann-Greenberg
- Société de production : Castle Rock Entertainment
- Société de distribution : NBC
- Pays d'origine :  États-Unis
- Langue originale : anglais
- Format : couleur - 1,78:1 - son Dolby Digital
- Genre : Sitcom
- Durée : 22 minutes

 Sauf indication contraire, les informations mentionnées dans cette section peuvent être confirmées par la base de données cinématographiques IMDb,  présente dans la section « Liens externes ».

## Épisodes
1. Pilot
2. Mr. Irresistible
3. Simplification
4. Discrimination
5. The Identity Loan
6. The Nursing Home
7. It's Only Personal
8. USA Toy
9. The Consultant